# P J Zweegers en Zonen

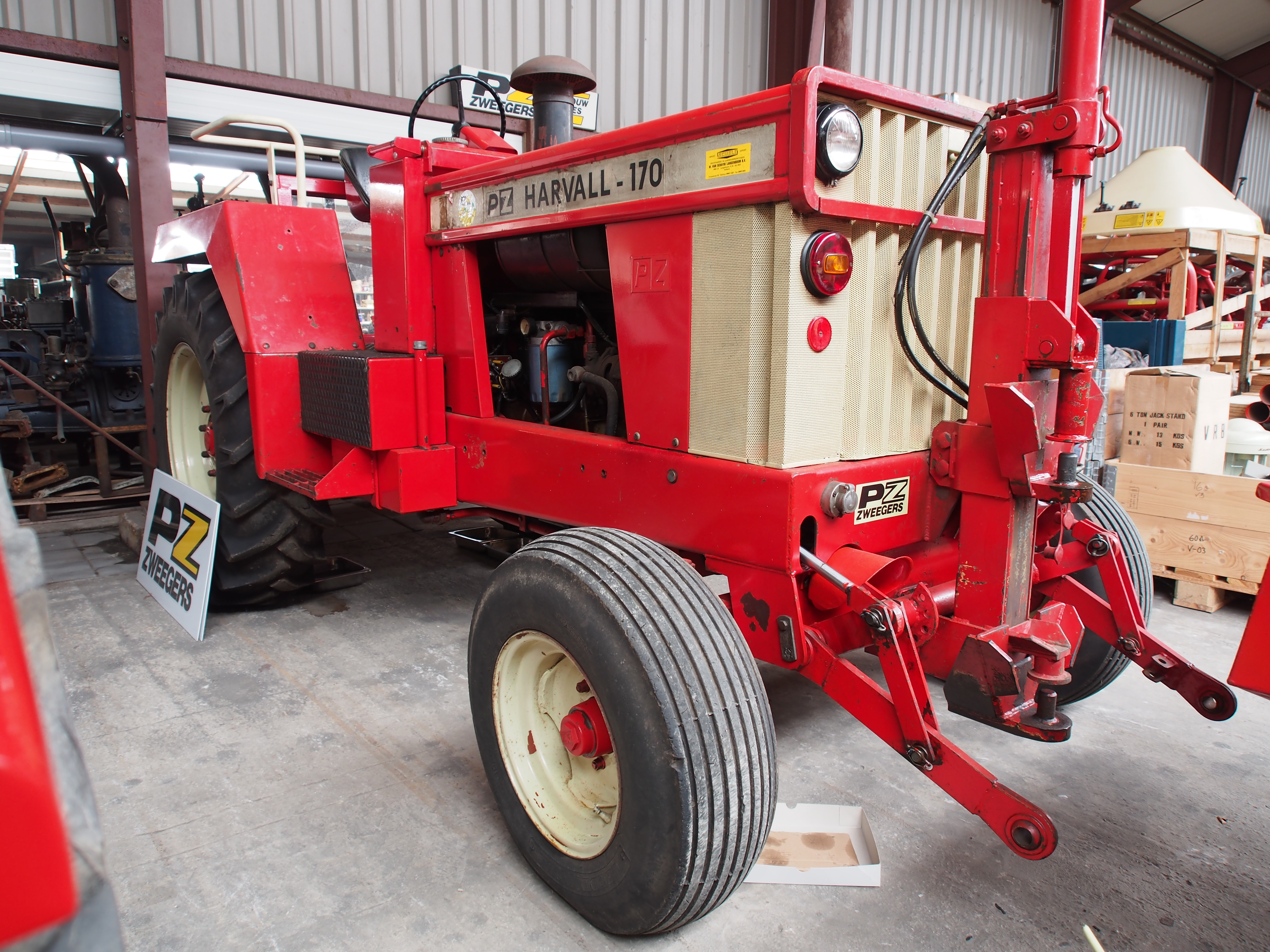
PZ Harvall-170 tractor

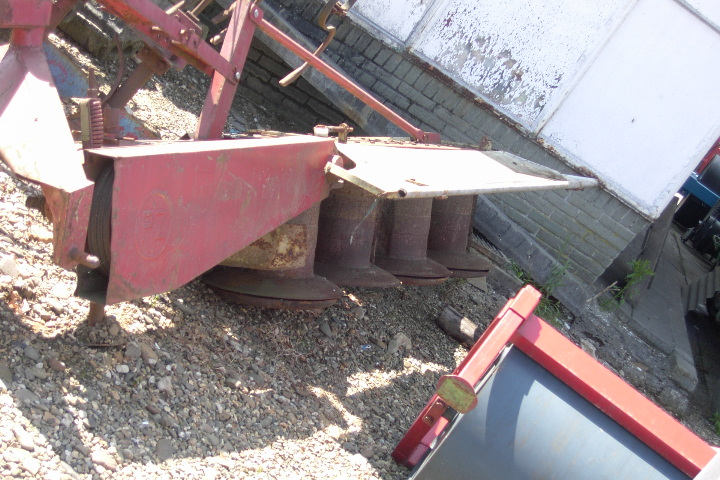
PZ Trommelmaaier of cyclomaaier.

P J Zweegers en Zonen, afgekort tot PZ, is een voormalige landbouwwerktuigenfabriek te Geldrop, tegenwoordig Kuhn-Geldrop genaamd. Het bedrijf is vernoemd naar de oprichter Piet Zweegers (Petrus Jozef Zweegers, 1890-1948).

## Geschiedenis
In 1937 richtte Piet Zweegers met behulp van een lening van baron Van Tuyll van Serooskerken een eigen bedrijf op nadat hij zich uitkocht bij het noodlijdende Gelria (naar Geldrop, niet naar Gelderland), een bedrijf dat stationaire dorskasten, lijnzaad-oliemolens en graanmolens fabriceerde. Zweegers zijn bedrijfje stond mede onder leiding van twee van zijn zonen en droeg de naam P J Zweegers en Zonen.
Tijdens de Tweede Wereldoorlog maakte men graanmolens voor huishoudelijk gebruik, en ook verrichtte men reparaties aan landbouwmachines bij boeren thuis. Het personeelsbestand bedroeg 25 mensen. Ook machines voor het verwerken van uien, aardappelsorteermachines en waterpompen werden nu gebouwd. In 1953 was het, ten gevolge van de Watersnoodramp, nodig om grote oppervlakten landbouwgrond te ontzilten. Hiervoor werden door PZ de strooimachines geleverd.
Het uitbreidende bedrijf ging over tot de start van nevenvestigingen: onder de naam Landwerk nv, gevestigd te Veghel, fabriceerde men artikelen voor de pluimveeteelt als oliestookinstallaties voor de opfok van kuikens en automatische voederinstallaties. Deze werden onder de merknaam Laco via de boerencoöperaties verkocht. Verder verwierf Zweegers een belang de machinefabriek en metaalgieterij NV Bosch te Nijverdal. In 1961 volgde een vestiging in Asten (gemeente), in 1964 een kleine vestiging te Sevenum die vervolgens in 1968 weer sloot.
In 1957 werd de productie van snelhooiers gestart en in 1961 volgden de "Zanoria"-zaaimachines en de "Alpine"-mestverspreiders ten behoeve van Zwitserse boeren. In 1964 vond Piet Zweegers jr., de cyclomaaier uit. Er werden licentie-overeenkomsten gesloten met Fahr, voor de trommels, en met Kuhn, voor de messen. Het werd een gigantisch succes, de personeelsomvang nam bijvoorbeeld in 1967 toe van 450 tot 550.
In 1970 werd een nieuwe productielocatie van 75.000 m2. in gebruik genomen en in 1972 werd een nieuwe maishakselaar aan het assortiment toegevoegd. In 1978 telde het bedrijf al 1.100 medewerkers.
In 1980 kwam een einde aan het familiebedrijf. De aandelen werden verkocht aan de familie Thyssen-Bornemisza, zodat PZ nu van de Thyssen-Bornemisza (TB)-groep deel ging uitmaken. Als zodanig werd in 1988 de Greenland-groep gevormd. Deze bestond uit de fabrikanten: PZ, Vicon, Rivierre Casalis, Deutz-Fahr, Trioliet-Mullos en Miedema. De Geldropse vestiging ging zich toeleggen op trommelmaaiers.
In 1998 verkocht Thyssen-Bornemisza de Greenland-groep aan Kverneland. Als zodanig werd in 2000 de miljoenste machine geproduceerd. De naam van het bedrijf werd geleidelijk gewijzigd in Vicon.
Vanaf 2002 werd een grootpakpers en wikkelmachine voor grote hooibalen in de handel gebracht, en het Geldropse bedrijf ging zich op dit product concentreren. In 2008 werd het bedrijf overgenomen door Bucher Industries, een Zwitsers bedrijf waar ook de Kuhn Groep onder ressorteert. In 2013 werd het oppervlak nog eens uitgebreid met 8,5 ha, waarop een grote nieuwe productiehal werd gebouwd.

## Gebouw
Het oorspronkelijke hoofdkantoor van Piet Zweegers heeft een typische architectuur waarbij van betonschalen werd gebruikgemaakt.